# Hertogdom Saksen-Coburg (1541-1553)
Het hertogdom Saksen-Coburg (Duits: Herzogtum Sachsen-Coburg) was een relatief klein land in het Heilige Roomse Rijk dat geregeerd werd door de Ernestijnse linie van het huis Wettin. Coburg werd in 1541 afgesplist van het Keurvorstendom Saksen ten gunste van Johan Ernst, de halfbroer van keurvorst Johan Frederik I. Johan Frederik I verloor in 1547 de Schmalkaldische Oorlog tegen keizer Karel V en moest de titel keurvorst en het grootste gedeelte van zijn gebieden afstaan. Toen Johan Ernst in 1553 kinderloos overleed werd Saksen-Coburg verenigd met het overgebleven deel van de Ernestijnse gebieden.